# متحف الطوافة والمطوفين
متحف الطوافة والمطوفين، من المتاحف التي أُقيمت في مكة المكرمة.

## موقع المتحف
يقع المتحف بمبنى مؤسسة مطوفي حجاج دول جنوب آسيا بالرصيفة، ويحتل أحد الوحدات الثلاثة في الدور الرابع من المبنى.

## بدايات المتحف
انبثقت فكرة إنشاء المتحف من مجلس إدارة مؤسسة جنوب آسيا ثم تبلورت الفكرة من مناقشات المجلس، وذلك لغرض تحقيق العديد من الأهداف السامية بتقديم صورة حية عن اهتمام ورعاية حكومة المملكة العربية السعودية فيما يتعلق بشؤون الحج والحجاج والمعتمرين، وقد افتتح المرحلة الأولى من المتحف على شرف وزير الحج آنذاك الدكتور محمود بن محمد سفر في مساء يوم السبت 2 /11/ 1418هـ كبداية مناسبة للتنفيذ، وقد قام بتقديم فكرة إنشاء المتحف رئيس مجلس إدارة المؤسسة عدنان بن محمد أمين كاتب حين كان رئيس مسؤولية العلاقات العامة والإعلام بمجلس إدارة المؤسسة، وعندما تقلد عام 1413هـ رئاسة مجلس إدارة المؤسسة طرح الفكرة على أعضاء مجلس الإدارة، فتمت المصادقة عليها ووضعت ضمن تفاصيل الخطة الإستراتيجية لأعمال المؤسسة، وفي عام 1416هـ كلف الأستاذ أحمد عبد اللطيف مير ليكون مشرفاً تنفيذياً لمتحف الطوافة والمطوفين؛ فبدأت الخطوة الأولى بتحديد المكان في مقر المؤسسة بحي الرصيفة ثم توالت الخطوات، فتم افتتاح المرحلة الأولى في عام 1418هـ، وأما المرحلة الثانية من إنشاء المتحف انتهت، وقد دشنها إياد بن أمين مدني وزير الحج آنذاك في يوم الخميس 3/ 11/ 1422هـ، ومع نهاية شهر ربيع الأول1423هـ بدأ العمل التحضيري للمرحلة الثالثة التي شاهد بعض محتوياتها وزير الحج آنذاك فؤاد بن عبد السلام الفارسي يوم الأربعاء 27/ 2/ 1426هـ.

## أهمية المتحف
يُعنى المتحف بحكاية قصة الطوافة والمطوفين، ويعني باستدعاء تاريخ رحلة الحج قديماً إلى العصر الحاضر.

## انظر ايضاً
- مكة المكرمة
- مؤسسة مطوفي حجاج دول جنوب آسيا
- مدرستا المطوفين والمزورين
- الحج

## وصلات خارجية
- متحف الطوافة والمطوفين.